# Атанасиос Алексидис
Атанасиос Алексидис (на гръцки: Αθανάσιος Αλεξίδης) е гръцки политик от началото на XX век, депутат.

## Биография
Алексидис е роден в 1913 година в семейството на Христо Алексиев в леринското българско село Арменско, току-що попаднало в Гърция. Завършва право и практикува в Лерин. Кандидат е на изборите в 1946 година и получава 2175 гласа, но не е избран. На 18 юли 1949 година е избран за депутат от ном Лерин с Националната либерална партия след смъртта на Анастасиос Далипис.